# Homoródkeményfalva
Homoródkeményfalva (románul Comănești) falu Romániában, Erdélyben, Hargita megyében. Közigazgatásilag Homoródszentmárton községhez tartozik.

## Híres emberek
- Itt született 1919. február 22-én Bencze Márton, a Magyarországi Unitárius Egyház püspöke.
- Itt született 1984. szeptember 29-én Bálint Mihály Gábor tábori lelkész.